# Цариброд
 Тази статия е за града в Сърбия.  За едноименните градове и други значения вижте Димитровград (пояснение).  
Ца̀риброд (на сръбски: Димитровград или Dimitrovgrad) е град в Сърбия, разположен в източната част на страната, в Западните покрайнини, близо до границата с България. Той е център на едноименната община Цариброд, която влиза в състава на Пиротски окръг.

## История
Според предания на местното българско население името Цариброд, произнасяно чак до началото на XX в. като „Царев брод“, идва от брода на река Нишава на това място, по който преминава царската войска - в едни от преданията това е войската на цар Симеон, в други на цар Иван Шишман.
В джелепкешански регистър от 1576 година Цариброд е вписан като село Чариброд, в което има един джелепкешан - Тодор Данчул с 30 овци.
В турския период селото се среща и с името Теквур бинари (Tekvur binari), означаващо „Царски кладенец“.
В действителност местното българско население през XVI-XVII в. живее по високите места над днешния град, а на мястото, където сега е разположен Цариброд, по онова време има само кладенец и няколко постройки главно за пренощуване на пътниците, движещи се по пътя Белград – София – Одрин. Тук е седалището на турската власт – няколко хана и 6-7 къщи, в които живеят пътните чиновници и стражата, едно турско кафене и малка джамия. Селяните от околните села слизат на това място само, за да продават продукцията си на пътниците. Това съобщава напр. Стефан Герлах, когато през 1578 г. преминава оттук: „Скоро стигнахме до една чешма, над която се намира Цариброд – едно малко българско селце. То не се вижда, но християните идват тук и донасят, както е обичаят в България, за продан погачи, ягоди, сирене, мляко, масло и др. неща.“ Селата наоколо са с чисто българско население и са отдалечени от пътя и скрити от погледите на пътниците. От 60-те години на XIX в. обаче българите постепенно започват да слизат от махалите и да си строят къщи и в Цариброд, в които живеят зиме, а останалото време прекарват в имотите си по височините, където са нивите им.
През XVIII век селото е разделено на Голям и Малък Цариброд, които са свързани помежду си с 2 каменни моста през Нишава. По-късно селищата се обединяват.
Между 1879 и 1920 година Цариброд е център на околия в Княжество/Царство България. Според изготвената през 1890 г. статистика на населението в графата „небългари“ на всички села в околията, включително и в града Цариброд, изрично е отбелязано, че няма такива. Цялото население е чисто българско.
Ньойският договор, подписан през 1919 г., изключва района, в който се намира градът, от територията на България и го предава на Кралството на сърби, хървати и словенци (КСХС). На 6 ноември 1920 година градът е окупиран от войски на КСХС.
Между двете световни войни в защита на българите е образувана Вътрешната западнопокрайненска революционна организация.
Между 1941 и 1944 г. Цариброд е в пределите на България. През 1951 г. е преименуван на Димитровград в чест на Георги Димитров.

## Икономика
След Освобождението на България Цариброд се разраства бързо. Тъй като по това време градът се намира на главния железопътен и шосеен път от София за Белград, тук се изгражда митница, тъй като търговският трафик е значителен. Към митницата са зачислени 21 митнически стражари в самия град и в 8 погранични поста (1885 г.).
Бързо расте и броят на занаятчиите и търговците. През 1888 г. представените занаяти в града са както следва:
| Занаяти    | Брой                           |
| ---------- | ------------------------------ |
| Платнари   | 11 дюкяни, 40 работници        |
| Шивачи     | 16 шивачници, 30 работници     |
| Обущари    | 6 обущарници, 14 работници     |
| Кожухари   | 10 кожухарници, 15 работници   |
| Хлебари    | 6 хлебарници, 15 работници     |
| Кръчмари   | 43 кръчми, 50 работници        |
| Златари    | 2 работилници, 4 работници     |
| Бакали     | 22 бакалници, 30 работници     |
| Готвачи    | 8 гостилници, 20 работници     |
| Бръснари   | 2 бръснарници, 2 работници     |
| Адвокати   | 2                              |
| Ковачи     | 6 ковачници, 12 работници      |
| Касапи     | 5 зимно време и 10 лятно време |
| Халваджии  | 2 с 12 работници               |
| Воденичари | 2                              |
| Бояджии    | 3 бояджийници, 3 работници     |
| Бъчвари    | 1                              |

След окупацията на Цариброд през 1920 г. от сръбската държава и прокараната нова държавна граница, градът остава откъснат от търговските пътища, интензивният търговски обмен и възможностите за стопанско развитие на населението секват. Откъм изток и север Цариброд се оказва плътно затворен от граничната линия, а от запад и юг пречат високите, мъчно проходими особено през зимата планини. Съществуващите и използвани от векове пътни артерии са прерязани.

## Социален и културен живот
Първата болница в Цариброд се помещава в дома на царибродския гражданин Петър Георгиев като за целта къщата е ремонтирана и приспособена допълнително през 1891 г. със заповед на трънския окръжен управител, тъй като по това време Цариброд се числи към Трънски окръг. Скоро тази къща се оказва недостатъчна за нарастналите нужди на населението и се пристъпва към построяване на голяма окръжна болница през 1893 г., за което са отпуснати пари от българската държава.
С дарения на местното българско население и с помощта на Софийска епархия е изградена и църквата „Св. Богородица“ в Цариброд. За нейното построяване са отпуснати пари и от българската държава с указ № 45 на княз Фердинанд от 6 юни 1890 г.
С голямата материална подкрепа и лични дарения на местните българи функционира Царибродското трикласно училище, за което споменава Иречек при посещението си в града през август 1883 г. През 1907 г. са построени две основни училища – „Христо Ботев“ и „Васил Левски“. В града има и прогимназия, в която през 1900 г. учебните предмети включват: закон божи, български език, френски и руски език, аритметика, геометрия, всеобща история, българска история, педагогика, химия, география, естествена история, домашна икономика, рисуване, краснопис, нотно пеене, гимнастика и ръкоделие. От учебната 1914/1915 г. в града вече има и гимназиални класове, а гимназията носи името Царибродска непълна смесена гимназия. След окупацията на града от Сърбо-хърватско-словенското кралство тя е закрита и една година по-късно се открива от югославските власти като Шестокласна непълна гимназия.
Между Освобождението и Първата световна война в Цариброд функционират също актьорско дружество (учредено 1888 г.), културно-просветна група „Христо Ботев“, гарнизонен самодеен театър, гимнастическо дружество „Нишавски юнак“, учителски съюз, колоездачно дружество, градско читалище и др. В града освен това има две банки, финансово управление, читалище, печатница, поща и дори телефон.

## Население
Непосредствено след сръбската окупация на Западните покрайнини и в следващите няколко години в България се преселват над 30 000 бежанци, голяма част от които от Царибродско. Те се установяват главно в София и в селища близо до границата. В София се създава Царибродският квартал при Красно село покрай днешния бул. „Цар Борис III“. Компактно население от Царибродския край се заселва и в тогавашното село Надежда, Софийско, в село Калотино, в Перник, Сливница, в гр. Фердинанд (днес Монтана).
По данни от преброяването от 1991 година в община Цариброд живеят 13 488 души. Мнозинство от нейните жители тогава се самоопределят като българи, докато преброяването от 2002 година показва смесено население с превес на етническите българи.

## Демография
Историческото население на Цариброд:
| Година | Историческо население | Процент |
| ------ | --------------------- | ------- |
| 1948   | 2944                  | —       |
| 1953   | 2891                  | -1,8%   |
| 1961   | 3665                  | +26,7%  |
| 1971   | 5488                  | +49,7%  |
| 1981   | 7055                  | +28,5%  |
| 1991   | 7196                  | +2%     |
| 2002   | 6968                  | -3,2%   |

Етнически състав (2011 г.)
| Етнос   | Население | Процент |
| ------- | --------- | ------- |
| Българи | 5413      | 53,5%   |
| Сърби   | 2819      | 27,8%   |
| Други   | 1886      | 18,6%   |

## Личности
Родени в Цариброд
- Асен Праматаров (1898 –  1949), български юрист, през 1920 година завършил право в Софийския университет[18]
- Маргарита Дикова (1916 - 1996), български хореограф
- Стефан Димитров (1897 - 1923), български комунист[19]
- Златан Дудов (1903 - 1963), български кинорежисьор и сценарист
- Мария Милева Манчева-Краваева  (1927 - 2015), медицински работник и общественик в София
- Димитър Илиев (1950 - 2023), български художник и скулптор
- Димитър Маринков (? - 1915), български военен деец, поручик, загинал през Първата световна война[20]
- Екатерина Ослекова (1944 - 2024), общественичка
- Васил Павурджиев (1897 - 1948), български писател и общественик
- Драгоман Тишинов (1887 - 1915), български журналист и писател
- Иван Гьошев (1891 - 1945), български общественик
- Иван Каменов Басменков (1891 –  ?), български адвокат и общественик, през 1913 година завършил право в Софийския университет[21]
- Зденка Тодорова (1960- ), български журналист, писател и правозащитник
- Марко Шукарев (1946- ), председател на Демократичния съюз на българите
- Рангел Гогов Младенов (? - 1916), български военен деец, подпоручик, загинал през Първата световна война[22]

Починали в Цариброд
- Иван Златев (1854-1885), български военен деец, капитан, убит по време на Сръбско-българската война

## Побратимени градове
Цариброд е побратимен град или партньор с:
- Берковица, България
- Годеч, България
- Гоце Делчев, България
- Драгоман, България
- Димитровград, България
- Асеновград, България

## Други
На Цариброд е наречена улица „Царибродска“ в София (Карта).

## Галерия
- Улица „Нишава“
- Църквата „Света Богородица“
- Културен център